# 居登王
居登王（きょとうおう、? - 259年9月17日）は、金官伽倻の第2代の王（在位:199年 - 259年）。居登王は首露王と許王后の間に出来た10人の息子の一人である。その王妃は許王后の媵臣（嫁にいく女の付き人）としてサータヴァーハナ朝から伽耶に渡来した官職泉府卿の申輔の娘の慕貞であり、第3代である麻品王は、2人の間に出来た息子である。 
居登王の時代に、王子仙を日本の北部九州に送り、葦原の中つ国を征服して駕洛系王国を創立した。 